# Kükladikus kultúra

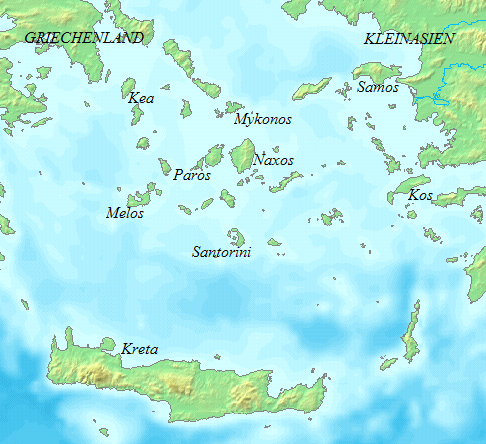
A Kükládok

A kükladikus kultúra a Kükládok szigeteinek bronzkori kultúrája, melynek emlékei szinte az egész Mediterráneumból előkerültek. A Kükládok művészete, mivel a terület közel van Krétához, annak kulturális befolyása alá került. A feltárásokból előkerült leletek tanúsága szerint a kükladikus kultúrának három periódusát különböztethetjük meg. 

## Kora kükladikus kor (Kr. e. 2600-1900)

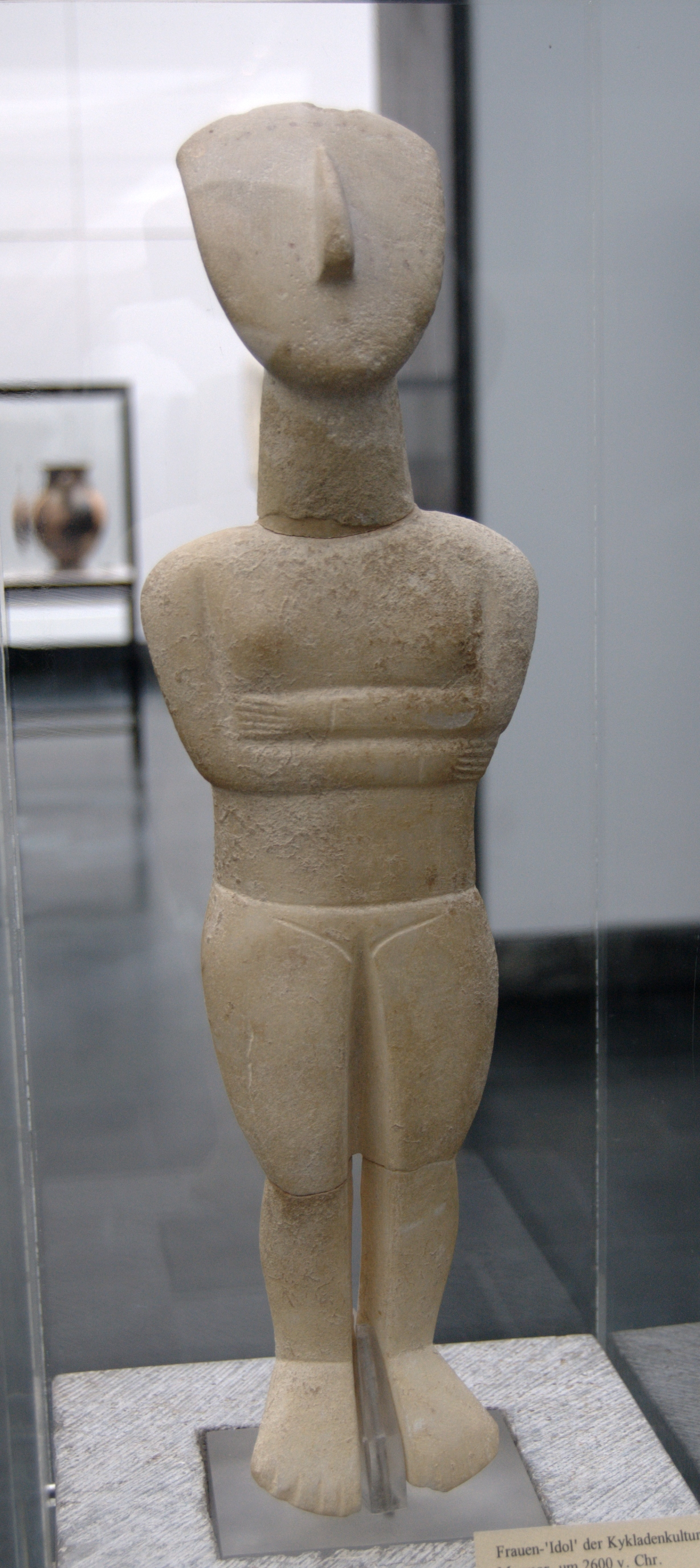
Kükladikus idol

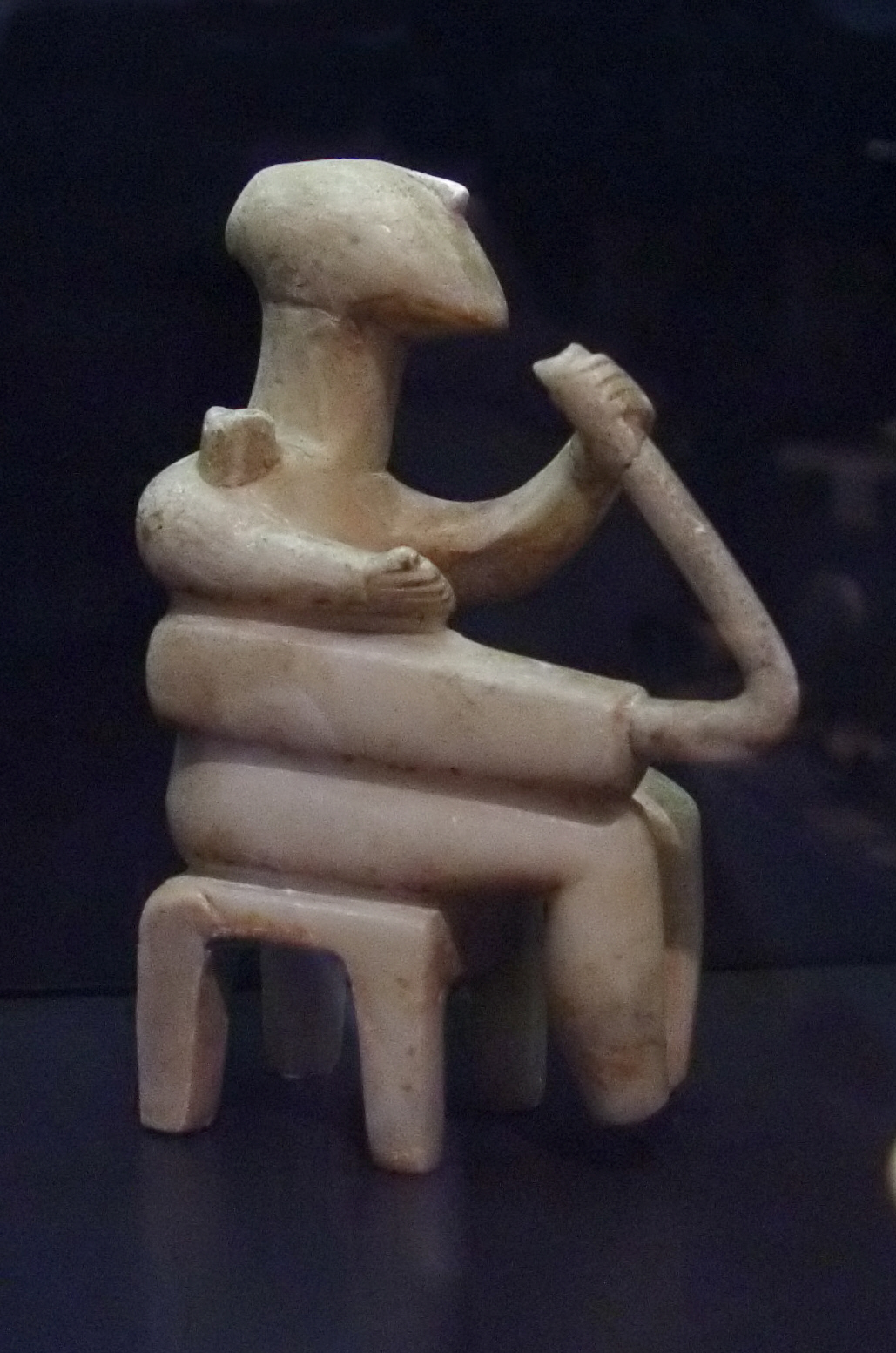
Hárfás idol

Ez a periódus a kultúra fejlődésének önálló időszaka. A települések (Szürosz, Szeriphos, Aigina, Naxosz, Parosz) tengerparti magaslatokon épültek, városias jellegűek. A lakóházak négyszögletes alaprajzúak, több helyiségből állnak. Ennek az időszaknak a legfontosabb leletanyaga a márványplasztika. A karcsú figurák jellemzői a keresztbe tett kar, felnéző, címerpajzs formájú arc, melyen a részletekre utaló festéknyomokat találtak a kifaragott orron kívül. Jellegzetesek a hegedű formájú idolok és a ruhátlan nőalakokat ábrázoló, olykor háromnegyedes életnagyságú szobrok. Talányosak és ugyanakkor szépérzékre vallanak zenélő embereket ábrázoló idolok. Ezek közül leghíresebb a hárfást ábrázoló márványszobrocska, amely az Athén Nemzeti Múzeum tulajdona. 
Edényeiket is márványból, olykor zsírkőből készítették az egykori, ismeretlen eredetű lakosok. Kerámiájukat két, korszakban és megmunkálásban is különböző típusba sorolhatjuk. A lelőhelyéről elnevezett Pelosz-kerámia leletanyaga: talpas vagy talp nélküli, hasas palackok vagy korsók, csonkakúp alakú nyakkal; fedeles pyxisek. Díszítésük bekarcolt és fehérrel kitöltött háromszöges vagy vonalas minta. A fiatalabb Szürosz-kerámia leletanyaga: csőrös csészék és kannák, talpas kelyhek, harang alakú edények és az ún. kükladikus serpenyő, mely valószínűleg kultikus célokra szolgált. Díszítésük spirálhálóval, vonalkázással, csillagdíszekkel történt.
Ezüstművességük is számottevő, Amargosz városából diadémák kerültek elő.

## Középkükladikus kor (Kr. e. 1900-1500)

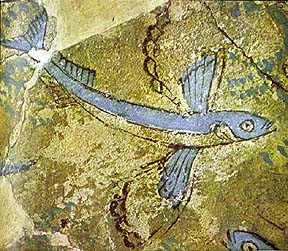
Repülőhal Phylakopiból. Krétai hatású freskótöredék

A szigetek kultúrája a minószi művészet befolyása alá került, de elképzelhető, hogy épp fordítva, Minósz került a kükladikus kultúra hatása alá. E korszak fontos lelőhelyei a Mélosz szigetén található Phylakopi, Théra (Szantorini) és Parosz. A helyi hagyományokat elsősorban a kerámia őrizte meg. A Phülakopiból előkerült, repülőhalat ábrázoló freskótöredék erősen minószi jellegű.
A periódusnak a Théra kitörése vetett véget, ami elpusztította magát a szigetet és a környező szigeteket szökőárakkal borította el. Az ökológiai és gazdasági katasztrófát követően rögtön az akhájok vették át a térségben a főszerepet, Mükéné vezetésével.

## Késő kükladikus kor (Kr. e. 1500-1100)
A Kükládok ekkor már a mükénéi kultúra elterjedési területéhez tartoztak. A szigetcsoport a későbbi ókori görög művészetnek lett központja.